# Blonde and Blonder
Pour plus de détails, voir Fiche technique et Distribution.
Blonde and Blonder est un film canadien indépendant réalisé par Dean Hamilton, et sorti en 2008. Il met en vedette Pamela Anderson, Denise Richards et Emmanuelle Vaugier.

## Synopsis
Deux femmes blondes toujours vêtues de rose, sont victimes d’un meurtre et prises pour des tueuses à gages.

## Fiche technique
- Titre original : Blonde and Blonder
- Titre québécois :
- Réalisation : Dean Hamilton
- Scénario : Rolfe Kanefsky
- Costumes :
- Photographie :
- Montage :
- Musique :
- Production : Rigel Entertainment, First Look Studios
- Société de distribution :
- Pays d'origine :  Canada
- Langue : Anglais
- Genre : Comédie
- Format :
- Durée : 94 minutes
- Dates de sortie :  États-Unis : 18 janvier 2008

 France : Toujours en attente 
- Classification : tout public

## Distribution
- Pamela Anderson  - Dee Twiddle
- Denise Richards - Dawn St. Dom
- Emmanuelle Vaugier – Cat

## Box office
Aux États-Unis, ce film indépendant est un échec avec plus de 779,273 dollars de recettes accumulées.